# Kamienica Staniszewskich w Radomiu
Kamienica Staniszewskich w Radomiu – zabytkowa kamienica z 2. połowy XIX w., położona w Radomiu na rogu ul. Żeromskiego i Placu Konstytucji 3 Maja.
Kamienica była pierwszym budynkiem wystawionym przy nowo wytyczonym Placu Cerkiewnym (obecnie Plac Konstytucji 3 Maja). Została zaprojektowana w 1876 przez S. Jaroszewskiego. Po II wojnie światowej w budynku mieściła się miejska i wojewódzka biblioteka publiczna. Kamienica jest częścią zespołu budynków mieszkalnych przy ul. Żeromskiego 38-40 / pl. Konstytucji 3 Maja 8, wpisanych do rejestru zabytków Narodowego Instytutu Dziedzictwa pod numerem 428/A/90 z 14.05.1990.

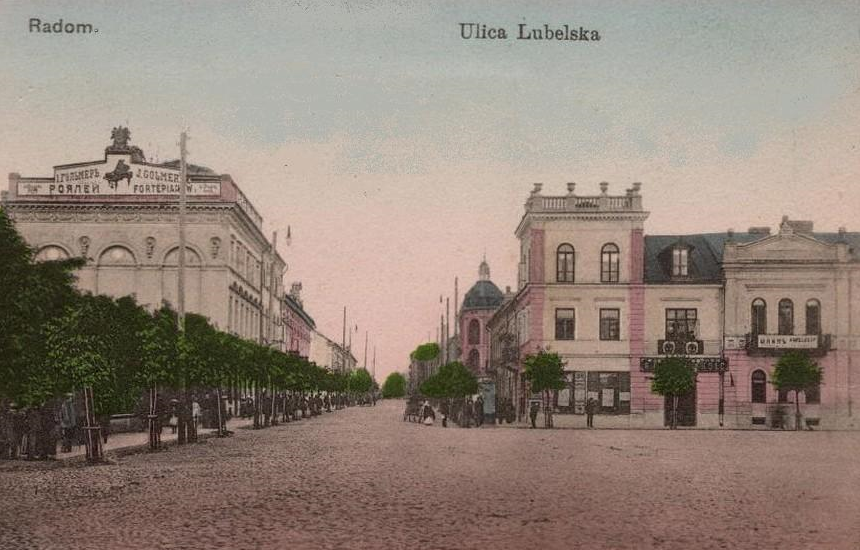
Kamienica Staniszewskich (po prawej), 1900
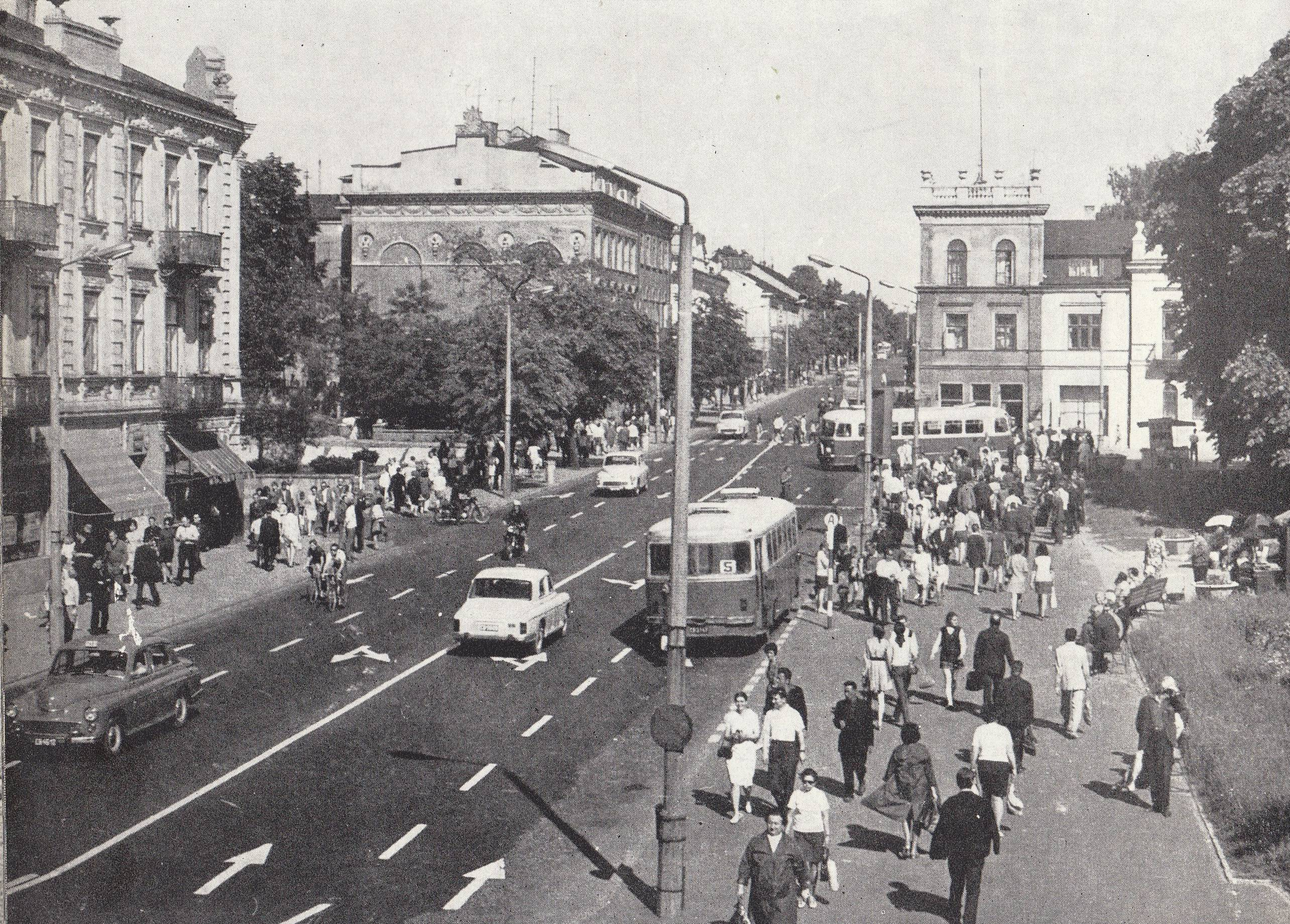
Kamienica Staniszewskich (w głębi po prawej), 1975
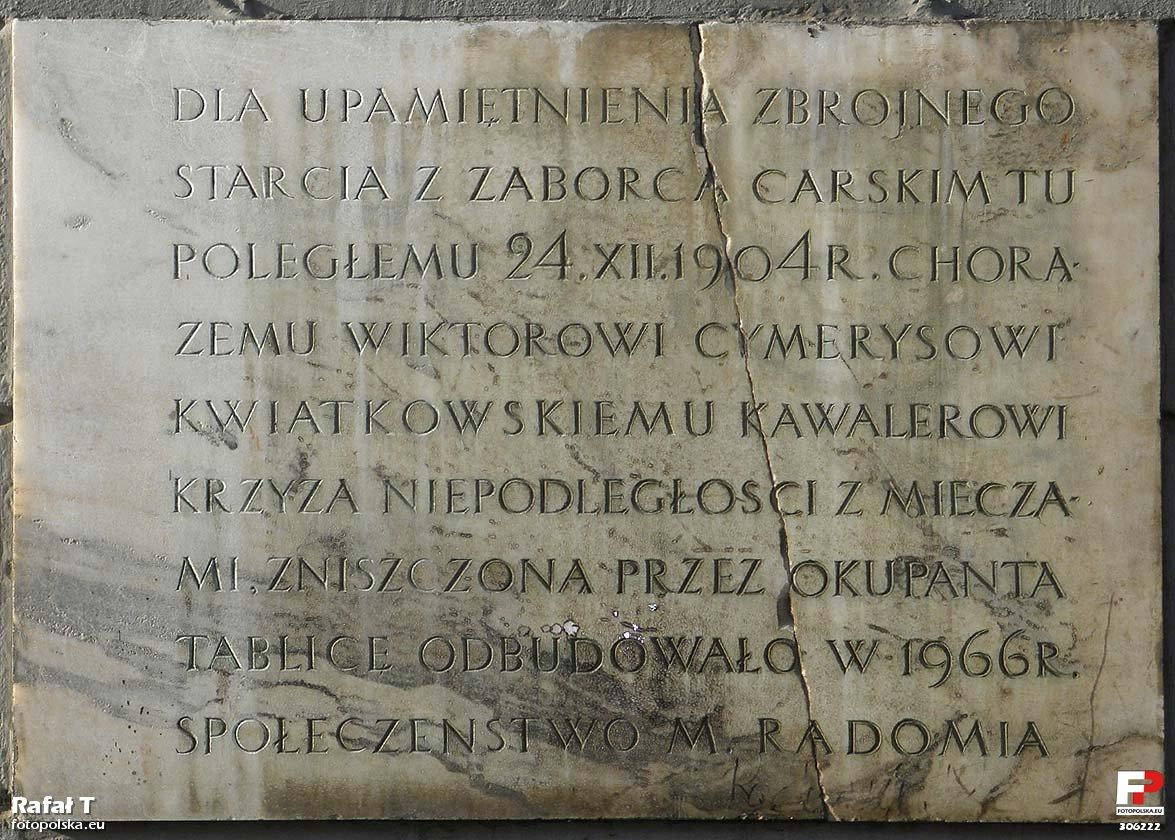
Tablica na budynku poświęcona Wiktorowi Cymerysowi-Kwiatkowskiemu